# سيمونا شودا
سيمونا شودا (بالكرواتية: Simona Šoda) مواليد 24 أكتوبر 1974 في شيبينيك، كرواتيا، هي لاعبة كرة سلة كرواتية معتزلة. لعبت مع نادي شيبينيك لكرة السلة للسيدات من سنة 1987 إلى 1992، ثم لعبت مع كرواتيا 2006 زغرب في موسم 1994-1995، ثم لعبت مع نادي نوفي زغرب لكرة السلة من سنة 1998 إلى 2000، ثم لعبت مع نادي غوسبيتش لكرة السلة للسيدات في موسم 2000-2001، ثم لعبت مع غود أنجيلز كوشيتسه من سنة 2001 إلى 2003.